# Frank van Hemert

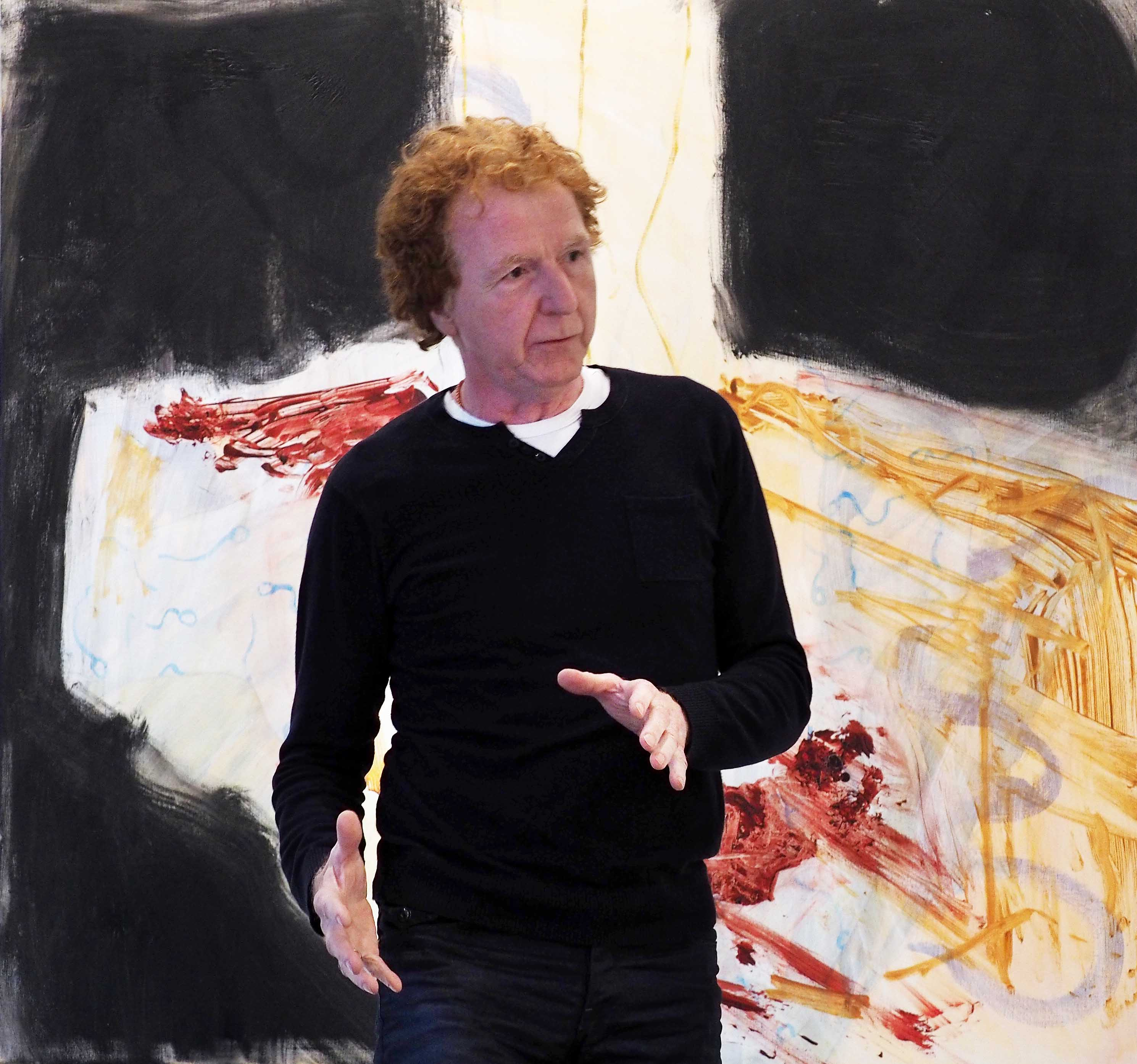
Frank van Hemert, 2014

Frank van Hemert (* 10. Januar 1956 in Kerkrade) ist ein niederländischer Maler und Grafiker.

## Leben und Werk
Frank van Hemert geb. 1956 in Kerkrade / NL. 1975 bis 1979 Studium an der TeHaTex in Tilburg, 1980 bis 1982 besuchte er die Ateliers 63 in Haarlem. In den frühen 80er Jahren wurde er als junges Talent entdeckt und erhielt vom Kurator Rudi Fuchs eine Einladung zur Dokumenta 7 nach Kassel. Seine Arbeiten sind in zahlreichen Museen, privaten und öffentlichen Sammlungen vertreten. Die Vielseitigkeit seines Werkes, sowohl auf der Leinwand und auf dem Papier, spricht aus viel umfassenden Serien über die großen Themen des Lebens und wie Tod, Leiden und Isolation, der Liebe, erotische Erlebnisse und die Frage nach dem Wie und Warum der eigenen Identität. Frank van Hemert profitiert dabei von der gegenstandslosen wie der figurativen Richtung. In einigen Bildern werden die figurativen Anklänge so stark, dass die Balance zwischen Figur und Grund aufzubrechen droht. Über das Erfassen der Ausstrahlung seiner Figuren sucht er nach einer körperlich spürbaren Kraft, die er mit malerischen Mitteln zu unterschreiben sucht.

## Kunst in öffentlichen Sammlungen (Auswahl)
- Stedelijk Museum, Amsterdam
- Gemeentemuseum, Den Haag
- Museum van Bommel van Dam, Venlo
- Bonnefantenmuseum, Maastricht
- Frans Hals Museum, Haarlem
- Museum de Fundatie, Zwolle
- Rijksmuseum Twenthe, Enschede
- Noordbrabants Museum, 's-Hertogenbosch
- Collectie Sonnabend, Boston (VS)
- Gustav-Lübcke-Museum, Hamm (Deutschland)
- LaM – Lille Métropole, musée d’art moderne, d’art contemporain et d’art brut, Villeneuve d’Asque (Frankreich)
- Glaspalast Museum, Berlin (Deutschland)

## Ausstellungen

### Einzelausstellung | Auswahl
- 2016 Waanzin en Liefde, Love and Madness Museum, De Buitenplaats, Eelde
- 2014 Journey of the soul, Singer Laren, Laren
- 2011 Birth, Copulation, Death, Gustav-Lübcke-Museum, Hamm
- 2008 Birth, Copulation, Death, Siegerlandmuseum, Siegen
- 2007 Birth, Copulation, Death, Teylers Museum  Haarlem
- 2007 Birth, Copulation, Death, Museum van Bommel van Dam, Venlo
- 2003 Tekeningen, Museum Het Valkhof , Nijmegen
- 1999 Frank van Hemert, 3, Rijksmuseum Twenthe, Enschede
- 1996 124 werken, Kunstmuseum Den Haag, Den Haag
- 1993 Initiatie, Rijksmuseum Twenthe, Enschede
- 1990 Von Leipzig bis Amsterdam, 4 Biennale an der Ruhr, Deutschland

### Gruppenausstellung | Auswahl
- 2019 100 jaar virtuose schilderkunst, Frans Hals Museum, Haarlem
- 2015 Anything but homeless, Stedelijk Museum, Schiedam
- 2014 Limburgs Finest, Museum van Bommel van Dam, Venlo
- 2013 Van Karei Appel tot Dumas, Collectie de Heus – Zomer, Singer Laren Museum, Laren
- 1997 Dutch Tide, Eight Floor, New York
- 1996 Magie der Zahl’, Staats Galerie, Stuttgart
- 1994 Grosse Kunstausstellung, Haus der Kunst, München
- 1992 The bed-springs Twang in our House, Collectie Becht, Arnolfini Gallery, Bristol
- 1991 Kunst Landschaft Europa, Kunstverein für die Rheinlande und Westfalen, Düsseldorf
- 1985 15 Internationale Kunstenaars, Van Abbemuseum, Eindhoven
- 1982 documenta 7, Kassel